# Good Food Fund
Good Food Fund (en chino simplificado, 良食基金; pinyin, Liáng shí jījīn) es la principal iniciativa china sin ánimo de lucro que promueve la transformación de los sistemas alimentarios sostenibles y fue fundada por Jian Yi. Funciona principalmente mediante la organización de conferencias como la Cumbre anual de la Buena Alimentación (良食峰会),que tuvo lugar en 2017 en Yangzhou, en 2018 en Chengdu, en 2019 en Suzhou, y en línea en 2020. El Fondo declaró cinco áreas principales de preocupación en 2019: la pérdida de biodiversidad y el cambio climático, el hambre, las dietas poco saludables, el desperdicio de alimentos, el abuso de los animales de granja.
En noviembre de 2020, los consultores de donaciones de Animal Charity Evaluators anunciaron el Good Food Fund como una de sus doce organizaciones benéficas recomendadas, en el segundo de dos niveles. Como razones para su recomendación, citaron el "sólido trabajo programático del Fondo y su compromiso con el empoderamiento de otros defensores".